# Jean-Louis Leuba
Jean-Louis Leuba (* 9. September 1912 in Travers; † 7. Februar 2005 in Neuenburg) war ein Schweizer evangelischer Geistlicher und Hochschullehrer.

## Leben

### Familie
Jean-Louis Leuba war der Sohn des Postbeamten Paul Leuba und dessen Ehefrau Germaine (geb. Juvet), die als Lehrerin tätig war.
Er heiratete 1943 Edmée, Tochter des Bauunternehmers Fritz Rychner.

### Werdegang
Jean-Louis Leuba besuchte die Kantonsschule in Neuenburg und begann 1931 ein Theologiestudium an der Universität Neuenburg, das er an der Universität Tübingen, der Universität Marburg und der Universität Basel fortsetzte und 1937 beendete.
Von 1937 bis 1940 war er anfangs als Hilfspfarrer und darauf von 1942 bis 1954 als Pfarrer an der Französischen Kirche in Basel tätig; in dieser Zeit promovierte er mit seiner Dissertation L’institution et l’événement 1950 zum Dr. theol.
1954 wurde er als Professor für Systematische Theologie und Ethik an die Universität Neuenburg berufen und war von 1955 bis 1961 Dekan der Theologischen Fakultät und von 1961 bis 1963 Rektor der Universität; 1982 ging er in den Ruhestand.

### Geistliches und berufliches Wirken
Als junger Theologe war Jean-Louis Leuba Schüler und Mitarbeiter des Theologen Karl Barth, allerdings kam es zu einem Bruch, nachdem er 1950 seine Dissertation vorgelegt hatte. Karl Barth schien die historische und theologische grundsätzliche Hervorhebung der Institution, gegenüber dem nach  Jean-Louis Leuba nicht weniger unverzichtbaren Ereignis, unannehmbar. Die Dissertation spiegelte einen kritischen Dialog mit der Ekklesiologie von Karl Barth wider, die sich ebenfalls auf das Ereignis konzentrierte und sich, nach Meinung von Jean-Louis Leuba nicht ausreichend mit der institutionellen Dimension der Kirche befasste. Dazu warf er Karl Barth vor, dass diesem die dialektische Spannung zwischen Gott und Mensch abhandengekommen sei und er ihn des Monismus verdächtige.
Im Verbund mit Oscar Cullmann trat er für eine ökumenische Amphiktyonie ein.
1947 gründete und leitete er die theologische Zeitschrift Verbum Caro, die bis 1969 erschien.
Zur Weltkirchenkonferenz von Montréal gab er 1963 zum Thema Tradition einen wichtigen Beitrag zu Glauben und Ordnung.
Am 12. Dezember 1964 gründete er gemeinsam mit Heinrich Stirnimann und Pierre Bonnard die Schweizerische Theologische Gesellschaft und war von 1964 bis 1971 deren Präsident.
Von 1968 bis 1976 war er Mitglied der Vorstands und von 1969 bis 1983 der Forschungskommission der Schweizerischen Geisteswissenschaftlichen Gesellschaft, die 1946 gegründet worden war.
Er war von 1972 bis 1982 Vizepräsident der Kommission für den Dialog zwischen Protestanten und Römisch-Katholiken in der Schweiz sowie von 1987 bis 1993 Präsident der Internationalen Akademie für Religionswissenschaften in Brüssel.
Als Verfasser zahlreicher Schriften publizierte er unter anderem 1950 L'institution et l'événement, 1967 A la découverte de l'espace œcuménique, 1986 Etudes barthiennes und 1997 Qu'est-ce qu'un pasteur?
Er war ein gesuchter Redner und dozierte in deutscher und französischer Sprache als Gastprofessor an vielen Orten in Europa.
Anfang der 1990er Jahre führte die Theologische Fakultät der Universität Neuenburg zu seinen Ehren ein Kolloquium durch, das die Form einer theologischen Disputation hatte, wie sie im Mittelalter und in der Reformationszeit praktiziert wurde; Thema war das kirchliche Amt: Qu‘est-ce qu‘un pasteur?
Ein für ihn wichtiger Vertreter der Theologie war Paul Tillich.
Jean-Louis Leuba stiftete den gleichnamigen Jean-Louis-Leuba-Preis, den die Theologische Fakultät der Universität Freiburg noch heute ausschreibt und für eine besonders qualifizierte wissenschaftliche Arbeit im Bereich der Theologie der Ökumene vergeben wird; der Preis wird dotiert mit 1.000 Schweizer Franken.

## Auszeichnungen und Ehrungen
- Die Theologische Fakultät der Universität Freiburg (Schweiz) ernannte 1967 Jean-Louis Leuba zum Ehrendoktor.[9][10]

## Mitgliedschaften
- Schweizerische Theologische Gesellschaft (Gründer und erster Präsident)
- Schweizerischer Wissenschaftsrat (1969 bis 1982)
- Schweizerischer Nationalfonds
- Neue Helvetische Gesellschaft
- Schweizerische Geisteswissenschaftliche Gesellschaft (Vorstand)[11]
- L'Association des Membres de l'Ordre des Palmes Académiques
- Für die ökumenischen Gremien wirkte er in der Kommission für Glauben und Kirchenverfassung mit und war für ein Jahrzehnt deren Vizepräsident.
- Evangelisch/römisch-katholische Gesprächskommission der Schweiz[12][13]
- Europäische Forschungsgesellschaft für Ethik[14]
- Internationale Akademie der Religionswissenschaften (Präsident)[15]
- Revue de théologie et de philosophie (Mitglied des Generalkomitees)
- Verein Glaube und Wirtschaft (Präsident)[16]
- Schweizerische Maturitätskommission[17]

## Schriften (Auswahl)
- Résumé analytique de La dogmatique ecclesiastique de Karl Barth. 1945.
- mit Herman Schmalenbach; Jean Delanglade; Pierre Godet: Signe et symbole. Neuchâtel: La Baconnière, 1946.
- L' institution et l'événement. Neuchatel: Delachaux & Niestlé, 1950.
- Institution und Ereignis. Göttingen: Vandenhoeck & Ruprecht, 1957.
- Schrift und Tradition. Zürich 1963.
- Morale. 1965.
- A la découverte de l'espace oecuménique. Neuchatel: Delachaux & Niestlé, 1967.
- Die Union als ökumenisch-theologisches Problem. 1967.
- Freiheit in der Begegnung. Frankfurt am Main: Knecht, 1969.
- Jean-Jacques Rousseau et la crise contemporaine de la conscience. Paris: Beauchesne, 1980.
- In necessariis unitas. Paris: Ed. du Cerf, 1984.
- Considérations sur l'état du christianisme aujourd'hui. Genève: Labor et Fides, 1985.
- L'éthique. Paris: Beauchesne, 1980.
- Etudes barthiennes. 1986.
- Jean-Jacques Rousseau et la crise contemporaine de la conscience. 1980.
- Reflets de l’épiphanie. Genève: Labor et Fides, 1990.
- L'ecclésiologie de Karl Barth. 1993.
- Qu'est-ce qu'un pasteur? Genève: Labor et Fides, 1997.
- New Testament Pattern. 2002.